# Flaga Queenslandu
Flaga Queenslandu – przedstawia błękitny krzyż maltański. Przypomina on odznakę Krzyża Wiktorii, orderu wojskowego nadawanego za odwagę. W centrum umieszczono koronę królewską.
Przyjęta 29 listopada 1876 roku.